# Phoradendron inaequidentatum
Phoradendron inaequidentatum là một loài thực vật có hoa trong họ Santalaceae. Loài này được Rusby miêu tả khoa học đầu tiên năm 1900.